# PCAS
PCAS (Produits chimiques et auxiliaires de synthèse) est un groupe chimique français. Créé en 1962, il travaille pour de grands groupes internationaux et compte parmi ses clients les leaders mondiaux de la chimie et de la pharmacie. En 2017, PCAS est rachetée par Novacap, filiale d'Eurazeo. Depuis plusieurs années, le groupe développe également des produits propriétaires, qui représentent désormais 40 % de son chiffre d'affaires.
Le groupe est spécialisé dans la chimie fine pharmaceutique (65,31 % du chiffre d'affaires 2013), la chimie fine de performance (17,04 %), les spécialités avancées - nouvelles technologies et biotechnologies (11,12 %) - ainsi que la parfumerie, arômes et cosmétiques (6,53 %).
Outre son siège de Longjumeau (Essonne), PCAS possède neuf sites industriels, dont trois à l'étranger. Largement tournée vers l'international, l'entreprise exporte environ 70 % de sa production.
Le groupe PCAS emploie environ 92 chercheurs et techniciens (près de 10 % de ses effectifs) et consacre 7,1 % de son chiffre d'affaires à la R&D.

## Histoire

### 1962-1982 Les premières années
PCAS est créé en 1962 par Félix Le Pors, chimiste organicien, et Henri Barbier, ingénieur des Arts et Métiers et diplômé de l'École des moteurs de l'Institut français des pétroles. Les deux hommes se sont rencontrés dans l'industrie du pétrole et ont noué une amitié durable. La production débute dans une ancienne usine électrique située à Couterne, dans l'Orne. L'activité progresse rapidement et l'entreprise est bénéficiaire deux ans après sa création. Elle est alors spécialisée dans les produits auxiliaires, la synthèse et les analyses de laboratoire.
En 1971, le siège social de l'entreprise s'installe à Longjumeau, à proximité d’Orly, sur le site actuel. À la fin des années 1960 et durant les années 1970, PCAS développe les activités de synthèse pharmaceutique, en travaillant pour de grands laboratoires pharmaceutiques comme Roussel-Uclaf ou Innothéra. Dans le même temps, l'entreprise démultiplie les produits auxiliaires : vernis, détergents, graisses, produits sulfurisés... Elle compte alors parmi ses clients l'industrie automobile (Peugeot, Simca et Chrysler) et de grands groupes mondiaux de la chimie comme Esso ou Mobil.
PCAS traverse une période difficile au début des années 1970, mais la situation se redresse rapidement et l'entreprise développe de nouvelles activités, comme la photochimie ou la parfumerie, avec l'acquisition du site de Bourgoin-Jallieu (Isère).

### 1982-1995: l'absorption par les multinationales
Le décès brutal de Félix Le Pors, en mai 1982, bouleverse l'histoire de PCAS. Henri Barbier, son associé, n'a pas les moyens de racheter sa part dans une entreprise qui pèse à l'époque 200 millions de francs de chiffre d'affaires (38 millions d'euros). En 1983, il est donc contraint de céder l'entreprise au groupe américain Stauffer (en) (11 000 salariés), qui s'engage à ne pas la démanteler. Henri Barbier reste néanmoins aux commandes jusqu'à son départ à la retraite, en 1986.
Mais commence alors une période agitée. En 1985, Stauffer est racheté par une autre compagnie américaine, Chesebrough Pond's (en) (30 000 salariés). Celle-ci cherche à grandir pour échapper à une OPA inamicale. À la fin de 1986, Chesebrough Pond's est racheté à son tour par le groupe anglo-néerlandais Unilever (130 000 salariés). N'étant pas intéressé par la partie chimique - dont PCAS fait partie -, Unilever la revend quelques mois plus tard au géant britannique ICI (Imperial Chemical Industries).
Mais Imperial Chemical Industries s'intéresse uniquement à la partie sanitaire de Stauffer et cède, en 1987, la partie chimie fine - avec PCAS - au groupe néerlandais Akzo. Durant les années 1980, PCAS développe de nouveaux produits pour différents les groupes auxquels il appartient successivement : désherbants, insecticides, produits pour la parfumerie et la photochimie, produits anticorrosion pour l'automobile, production d'organométalliques pour le flaconnage et la coloration du verre, etc.
Dans le même temps, l'intégration à des grands groupes internationaux permet de développer la qualité, de renforcer l'organisation et les méthodes et d'ouvrir PCAS à l'international. Au début des années 1990, PCAS emploie 370 salariés et pèse 300 millions de francs (57 millions d'euros). Le groupe souhaite désormais se développer par croissance externe, mais cette stratégie ne cadre pas avec celle du géant Akzo.

### 1995-2017 Retour à l'indépendance et développement
Sollicité par le management de PCAS, un groupe financier français - Dynaction, créé et dirigé par Christian Moretti et Henri Blanchet - rachète alors l'entreprise à Akzo en 1992. S'ouvre alors une période d'expansion. PCAS entre en bourse en 1995 ce qui lui permet de lever les capitaux nécessaires à son développement. En deux ans, le chiffre d'affaires progresse de 35 % et l'activité du groupe se répartit désormais en quatre domaines : la synthèse pharmaceutique, la parfumerie, la photochimie et la chimie industrielle.
Au fil des ans, PCAS réalise plusieurs investissements et acquisitions comme l'acquisition de Saint-Jean Photochimie (au Québec), la création de Société Béarnaise de Synthèse (dans les
Pyrénées-Atlantiques) ou l’acquisition des sites de Limay (Yvelines), Aramon (Gard) ou Turku (Finlande). En mai 2004, elle rachète à Aventis la société VLG.
À partir des années 2000, PCAS s'adapte à l'externalisation d'une partie de leur R&D par les grandes sociétés pharmaceutiques et
s'impose comme un partenaire des sociétés biotechs émergentes. Quelques années plus tard, le groupe crée la coentreprise PCAS Nanosyn à Santa Rosa (Californie) et rachète la société Protéus, spécialisée dans la biocatalyse et le développement de biotechnologies innovantes. En décembre 2012, alors qu'elle fête son cinquantième anniversaire, PCAS compte près de 900 collaborateurs et neuf sites de production.
Le 26 juin 2013 s’opère la fusion entre PCAS (fille) et Dynaction (mère), la fille absorbant la mère
En novembre 2016, PCAS rachète une usine chimique désaffectée à Porcheville (Yvelines) à proximité du site de Limay pour en faire un site consacré à la Recherche et au Développement. Durant les années 2017 et 2018, toute la R&D du groupe s'y installe.

### Juin 2017-2020 Contrôle par Novacap /Seqens
Novacap , une entreprise de chimie contrôlée par Eurazeo, lance une OPA en juillet 2017. À l'issue, Novacap contrôle 76 % du groupe.
Le bénéfice de 2017 de PCAS groupe est de 5,8 Millions d'€ en 2017 contre 6,6 Millions d'€ en 2016[réf. souhaitée].
Au début de 2018 il est décidé qu'aucun versement de dividende ne serait effectué :
le bilan du premier semestre 2018 montre une perte de 5 millions d'euros pour un gain de 2,7 millions en 2017 à la même période. PCAS indique que sa filiale Enersens perd de l’argent et qu’elle la cède.
Novacap annonce qu'elle adopte Seqens comme marque pour toutes ses activités le 18 décembre 2018.

Les comptes bilan 2018 indiquent une perte de 2.4 Millions d'€, pour un gain de 5.8 Millions d'€ en 2017 pour le groupe PCAS. Comme en 2018, il n'est pas versé de dividende  Les raisons de ce retrait sont des ruptures d’approvisionnements sur un des sites.
En  juin 2019, le PDG Vincent Touraille quitte le groupe.
Le site de Porcheville, anciennement exploité par Covance (site acheté à Sanofi), devient le Sequens Lab.

### Impact de laPandémie de Covid-192020
Le président de la république  Française Emmanuel Macron et le ministre de l'Économie Bruno Le Maire, inaugurent le vendredi 28 août 2020 un nouvel atelier de fabrication Seqens de Villeneuve-la-Garenne (Ex VLG Chem), au cours d'un déplacement dédié à la souveraineté sanitaire et industrielle après la crise du COVID . Des aides de l’État sont promises à divers sites dans le cadre d'un appel à manifestation d’intérêt (AMI) « France Relance » doté de 120 millions d’euros pour retrouver des capacités de production d'ordre sanitaire. Certains parmi les  31 projets lauréats nationaux, ont pour destination des sites Seqens : Aramon (30), Bourgoin-Jallieu (38), Couterne (61), Limay (78) et le Seqens’Lab de Porcheville (78) pour de 65 millions d’euros d’investissements au total.

### 2021- Aujourd'hui -Changements d'actionnaire majoritaire - Finances en déséquilibre
En aout 2021, Eurazeo, actionnaire majoritaire de Seqens, propriétaire de PCAS entre en discussions afin de céder sa participation majoritaire à SK Capital, un fonds basé à New York.

À la suite d'un litige avec un client, PCAS annonce un déficit de 48,8 M€ en  2022 - après un autre de 40 M€ en 2021 - et indique que le retour à l’équilibre ne sera pas atteint en 2023 

## Données financières
D'après l’ensemble des rapports boursiers 
|                                  | 2006  | 2007  | 2008  | 2009  | 2010  | 2011  | 2012  | 2013  | 2014  | 2015  | 2016  | 2017  | 2018  | 2019  | 2020  | 2021  | 2022  |
| -------------------------------- | ----- | ----- | ----- | ----- | ----- | ----- | ----- | ----- | ----- | ----- | ----- | ----- | ----- | ----- | ----- | ----- | ----- |
| Chiffre d'affaires en millions € | 178.3 | 185.3 | 168.4 | 152.5 | 158.5 | 160.4 | 171.1 | 164.9 | 166.4 | 179.1 | 192.0 | 218.3 | 206.7 | 200.9 | 194.1 | 187.0 | 226.4 |
| Résultats en millions €          | 1.2   | 2.7   | -5.4  | -4.4  | -4.2  | -2.8  | 3.0   | 3.5   | 2.5   | 5.9   | 6.6   | 5.8   | -2.4  | -13.7 | -14.9 | -40.5 | -48.8 |
| Endettement en millions €        | 79.0  | 70.1  | 62.4  | 47.0  | 47.5  | 53.5  | 52.5  | 47.0  | 48.0  | 34.7  | 48.7  | 56.7  | 57.9  | 66.2  | 133.4 | 172.7 | 228.4 |

En 2023 le groupe indique que le  retour à des résultats positifs est différé.

## Capital et actionnariat
Liste de principaux actionnaires 
| Nom                 | 7-10-2019 | 31-12-2020 |
| Seqens SASU         | 76,1%     | 76,66%     |
| PCAS (autocontrôle) | 8,18%     | 9.25%      |
| Inocap Gestion      | 5,45%     | 3.57%      |
| Public              | -         | 10.85%     |
| Vincent Touraille   | 0,33%     | -          |

Le 8 février 2021, Eurazeo annonce son désir de vendre Seqens (Anciennement Novacap), dont PCAS, le prix de cession est estimé à 2 milliards d'euros. Seqens est propriétaire de 24 sites de production dont PCAS, Chemoxy International Ltd, PCI Synthesis, Uetikon GMBH, Novacyl leader mondial de l’aspirine, de l’acide salicylique et de ses dérivés.

### Sites de production
Le siège de PCAS est à Lyon, avec une représentation à Massy. Il était situé à Longjumeau jusqu'en 2019, dans l'Essonne (France) où l'on trouvait aussi des laboratoires. En 2018-2019 les activités de recherche sont déplacées à Porcheville, et d'autres relocalisées vers Écully, siège de Seqens. La production et la R&D sont réparties sur neuf sites industriels : six en France et trois à l'étranger (Canada / Québec, États-Unis et Finlande) :
- un site est consacré aux biotechnologies : Protéus (Nîmes, Gard, France) ;
- trois sites - tous certifiés ISO - se consacrent à la chimie de spécialités : Bourgoin-Jallieu (Isère, France), Couterne (Orne, France) et Saint-Jean-sur-Richelieu (Québec, Canada) ;
- cinq sites - tous certifiés cGMP[19] - sont consacrés à la chimie fine pharmaceutique : Aramon (Gard, France), Limay (Yvelines, France), Santa Rosa (Californie, États-Unis), Turku (Finlande) et Villeneuve-la-Garenne (Hauts-de-Seine, France).

Le groupe PCAS dispose aussi de filiales commerciales à Francfort (Allemagne), New York (États-Unis) et Shanghai (Chine).

### Filiales
Selon le rapport annuel aux actionnaires de l'année 2016 le groupe PCAS est juridiquement constitué de PCAS SA (Sites de Limay, Couterne, Bourgoin Jallieu et Longjumeau) et de différentes filiales, avec des participations allant de 50 % à 100 %. Les principales filiales sont :
- Protéus (Nîmes, Gard, France, 100 %) : société de biotechnologie qui découvre, met au point, optimise et produit de nouvelles protéines recombinantes et développe des procédés innovants pour des applications en bio-industries pour PCAS ou pour le compte de tiers ;

- Expansia (Aramon, Nîmes Gard, France, 100 %) : fabrication de principes actifs pharmaceutiques et mise en œuvre de technologies organométalliques à basse température ;
- VLG Chem (Villeneuve-la-Garenne, Hauts-de-Seine, France, 100 %) : fabrication de principes actifs destinés à la pharmacie ;
- PCAS CANADA INC. (Québec (Canada), 19 Jul 1994-  (Saint-Jean Richelieu, Québec, Canada, 100 %) : production de polymères et molécules photosensibles en environnement ultra-propre pour l’industrie de la microélectronique ;
- PCAS Finland Oy (Finland, 2 février 2001-  (Turku, Finlande, 100 %) : production de principes actifs injectables pour la pharmacie.
- PCAS AMERICA INC. (Delaware (US), 6 May 2004)
- PCAS BIOSOLUTION (France, 20 décembre 2005)
- SBS : Mise en place de la Société Béarnaise de Synthèse en 1996, usine destinée à la fabrication d’acroléine avec Elf Atochem , cédée a DRT (entreprise) le 20 mars 2013
- PCF : Pharmacie Centrale de France, à La Voulte-sur-Rhône, achetée en octobre 1999, cédée en décembre 2006
- E pharma : achetée en 2001 devenue Creapharm avant d’être vendue à Unither en 2005
- PCAS Nanosyn LLC (Santa Rosa, Californie, États-Unis, 50 %) : filiale commune de PCAS et de Nanosyn Inc., porte d’entrée dans l’outil industriel global du groupe pour les sociétés californiennes de biotechnologie ; vendue en 2016
- Enersens (Bourgoin Jallieu, Isère, France, 75 %) : production de matériaux supers isolants, à partir d'une technologie innovante pour la production de plusieurs matériaux composites à base d’aérogel de silice ; cédée en 2018[20]

Fin 2018, à la suite du rachat de PCAS, les entités présentes intègrent diverses divisions de Seqens
- CDMO Aramon, CDMO Bourgoin-Jallieu, CDMO Limay, CDMO Villeneuve la Garenne, Advanced Specialties Couterne, CDMO Turku, Advanced Specialties Canada, pour les sites de productions
- Nîmes Protéus by Seqens, Porcheville Seqens'Lab  pour les sites R&D

## Activité

### Production
PCAS travaille à la fois comme fournisseur pour de grands groupes mondiaux de la pharmacie et de la chimie et comme fabricant de produits propriétaires. Son activité se répartit en trois marchés principaux :
- la chimie fine pharmaceutique (65,31 % du chiffre d'affaires 2013) ;
- la chimie fine de performance (17,04 %) ;
- les spécialités avancées : nouvelles technologies et biotechnologies (11,12 %), la parfumerie, arôme et cosmétiques (6,53 %).

Le groupe PCAS est ainsi présent sur des secteurs comme la santé et le bien-être, la biochimie, le cleantech et la chimie durable.
Le groupe est également de plus en plus présent dans la chimie durable et le cleantech.

#### Développement de la filiale Enersens (Activité close en 2018)
Enersens, l'une des filiales du groupe, travaille au développement et à l'industrialisation de matériaux super-isolants à base de granulés d’aérogel de silice pouvant être employés dans les domaines du bâtiment de l'industrie et du transport. À la suite des engagements financiers sans retour, PCAS cède cette filiale et l’intègre a son bilan comme une dépréciation d'actifs   en juin 2018. Enersens poursuit depuis son activité à destination des marchés du bâtiment et des batteries automobiles en toute indépendance.

### Marchés et exportation
PCAS est tourné vers l'international, les exportations représentant les deux tiers de son chiffre d'affaires[réf. nécessaire]. En 2016, l'activité du groupe se répartit en trois zones à peu près équivalentes : la France, l'Europe et le reste du monde : un tiers environ du CA, dont Asie-Pacifique, Amérique du Nord et autres.

### Recherche & développement
En 2014, les dépenses de R&D ont représenté 11,4 millions d'euros (7,1 % du chiffre d'affaires).
Depuis 2014, PCAS développe tout particulièrement la recherche sur les produits propriétaires[source insuffisante], que ce soit en chimie fine pharmaceutique, en exploitant les fins de protection des brevets ou en chimie industrielle.

## Accidents industriels
- 1964 : le 23 octobre 1964, une explosion sur le site de Couterne, 2 blessés[23].
- 1981 : le 23 mars 1981, accident à Couterne, 1 mort[23].
- 1998 : le 4 février 1998, un incendie à Bourgoin-Jallieu, pas de victime.
- 2005 : le 8 février 2005, liberation a l'atmosphere de solvants entrainant l'evacuation de 2 écoles de Bourgoin-Jallieu[24]
- 2011 : mardi 11 janvier 2011 vers 1 h 40, explosion dans un réacteur de formulation de Bourgoin-Jallieu : un blessé par effet de souffle [25]
- 2014 : le 19 novembre 2014 incendie sur le site de Couterne, pas de victime, un atelier de fabrication détruit[26].
- 2016 : le 9 décembre 2016, vers 9 h 40, deux détonations dans les égouts des bâtiments de production du site de Limay (dues à une fuite de solvant vers les égouts). Pas de victime, dégâts matériel mineurs.
- 2018 : le 5 aout 2018, incendie sur le site de Limay, pas de victime, 2 bâtiments de stockage détruits[27].